# Corinna Emundts
Corinna Emundts (* 1970 in Essen) ist eine deutsche Journalistin. Seit Februar 2013 ist sie verantwortliche Korrespondentin für „tagesschau.de“ im ARD-Hauptstadtstudio.

## Werdegang
Corinna Emundts studierte von 1990 bis 1995 Politikwissenschaften, Politische Soziologie und Kommunikationswissenschaften an der Ludwig-Maximilians-Universität München. Gleichzeitig erhielt sie ihre journalistische Ausbildung in der 29. Lehrredaktion der Deutschen Journalistenschule.
1992 begann Emundts für überregionale Zeitungen wie die taz und den Spiegel zu schreiben. Ab 1996 war sie für die Süddeutsche Zeitung tätig, zuerst beim SZ-Magazin und ab 1998 als Reporterin im Ressort Die Seite Drei. Ab 1999 wirkte sie im politischen Ressort der Woche und ab 2001 als Parlamentskorrespondentin der Frankfurter Rundschau. Von 2004 bis 2008 arbeitete sie als freie Politikkorrespondentin unter anderem für die Hamburger Wochenzeitung Die Zeit, Deutschlandfunk/Deutschlandradio und Cicero. 2008 wurde sie Büroleiterin des ARD-Nachrichtenwebportals tagesschau.de.
Von 2002 bis 2008 hatte Emundts einen Lehrauftrag für politischen Journalismus an der Berliner Journalistenschule inne. Sie lebt und arbeitet in Berlin.

## Auszeichnungen
- Theodor-Wolff-Preisträgerin 1995 (für eine Reportage in der taz über KZ-Überlebende)[1]